# Картер (техника)

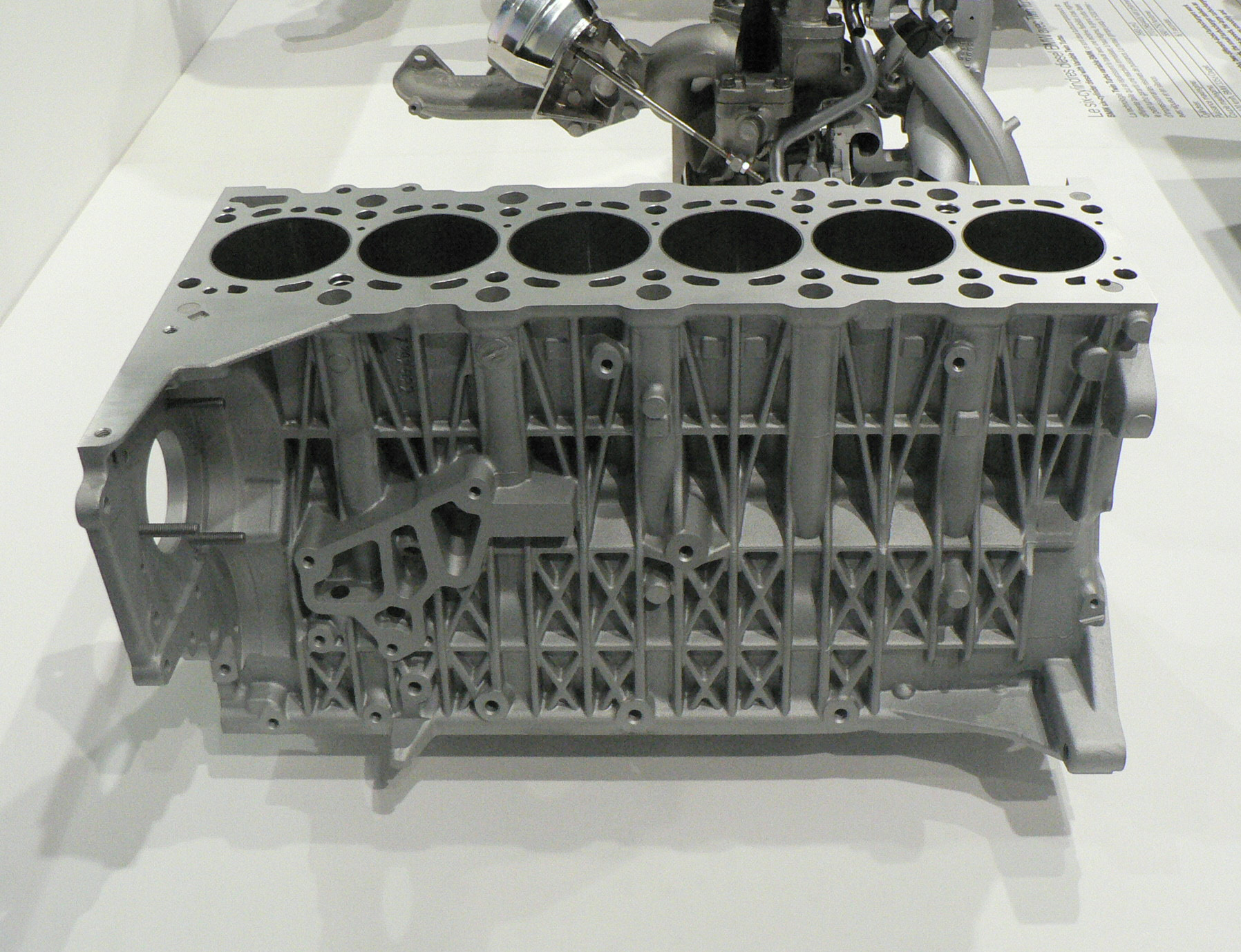
Блок-картер шестицилиндрового двигателя BMW

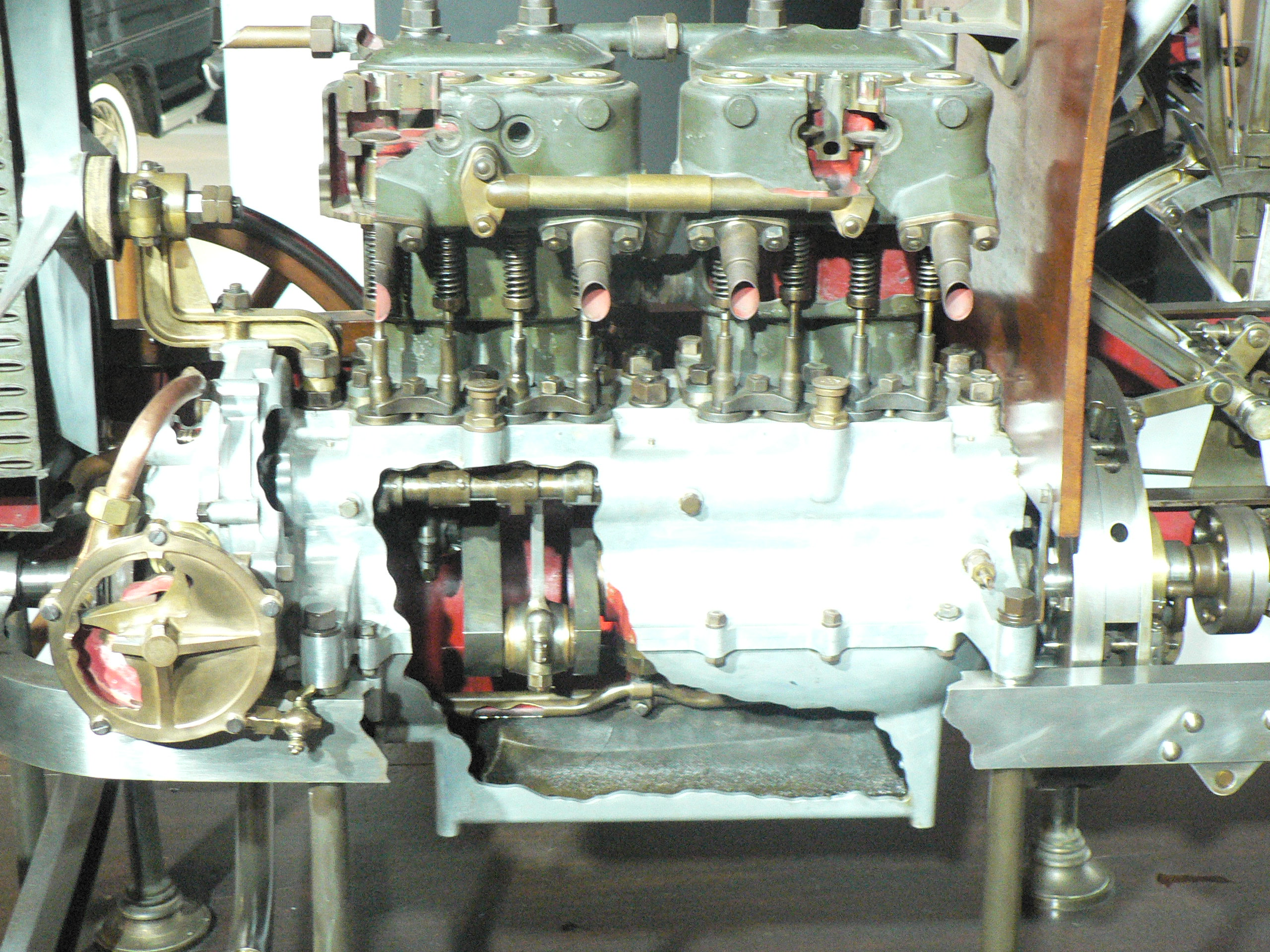
Двигатель с отдельными от картера блоками цилиндров.

Система смазки с «сухим» картером.

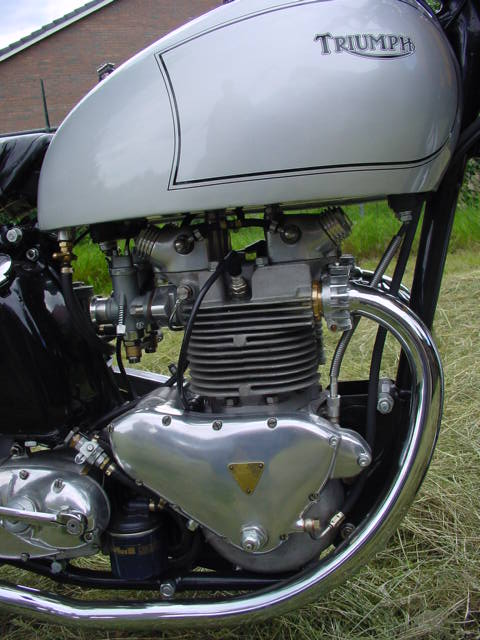
Масляный бак (блестящий, с треугольным шильдиком жёлтого цвета) на мотоцикле Triumph (1951), двигатель с «сухим» картером.

Ка́ртер — основная корпусная деталь машин или механизмов (двигателя, редуктора, коробки передач) коробчатого строения, предназначенная для опоры рабочих деталей, их защиты и размещения запаса смазочного масла. Нижняя часть картера автомобильного двигателя — поддон — также используется как резервуар для моторного масла. Название происходит от фамилии английского инженера Дж. Картера, впервые предложившего кожух для защиты и смазки цепи велосипеда Sunbeam в 1889 году.

## Картер двигателя внутреннего сгорания
Картер является основной корпусной деталью двигателя. Изолированное внутреннее пространство картера образует самую большую полость в двигателе, содержащую коленчатый вал. Верхняя часть картера содержит блок цилиндров.
В небольших двигателях, как бензиновых, так и дизельных, картер играет роль корпуса, объединяющего двигатель в единое целое, и представляет собой одну литую деталь — блок-картер. Часто в таком картере заодно отливаются и гильзы цилиндров.
Но уже в среднем двигателе отливка картера требуемых размеров как единой детали оказывается технически проблематичной задачей, в крупных двигателях — практически неразрешимой. Поэтому в таких двигателях основной несущий элемент — рама двигателя, а картер, как правило, представляет собой набор сварных или литых стоек, соединённых либо анкерными связями, либо болтами, а иногда — сваркой. Помимо рамовых подшипников в полости картера размещаются направляющие ползунов.
В лёгком карбюраторном двухтактном двигателе картер не только является корпусом, но при наличии кривошипно-камерной продувки служит важнейшим элементом газораспределения. В картер подаётся горючая смесь, из него она под давлением, создаваемым движущимся вниз поршнем, подаётся через перепускные каналы в цилиндры. Поэтому лёгкий многоцилиндровый двухтактный двигатель имеет разделение полости картера на герметичные подцилиндровые секции («Wartburg», «Trabant», DKW), каждая из них связана индивидуальными продувочными каналами со своим цилиндром. Смазка двигателя в этом случае осуществляется за счёт специального масла, добавляемого в топливо (так называемая «двухтактная смесь»).
При увеличении габаритов двигателя ёмкость полости картера может исчисляться кубометрами. Поэтому уже в средних (двухтактные Д100, 14Д40, четырёхтактные М-756, семейства Д-49, В-2), а тем более в тяжёлых двигателях («Sulzer», ДКРН, «Burmeister & Wain») используется циркуляционная система смазки с сухим картером, имеющая отдельный резервуар для масла (средние и тяжёлые двухтактные двигатели с прямоточной продувкой «Sulzer» и др.). Одно из преимуществ такого решения - предотвращение "отравления" масла от взаимодействия с картерными газами, таким образом увеличивается срок его службы. 
Данная схема получила распространение и в поршневой авиации. Моторное масло из поддона отсасывалось масляным насосом в масляный бак, который мог находиться в удобном месте и иметь очень большой объём (сотни литров, расход масла в дальних многочасовых перелётах мог быть очень велик, а также самолёты могли участвовать в воздушных боях, подвергаться обстрелу зенитных орудий, при этом получать пробоины в маслопроводах). Кроме того, при полёте с отрицательными перегрузками, или в перевёрнутом положении обычная система с маслом в поддоне не может обеспечить бесперебойную смазку двигателя. Удалённый от двигателя маслобак не увеличивает габаритные размеры мотогондолы. Для подачи масла в двигатель служит второй масляный насос.
Ряд мотоциклетных двигателей также имеет систему смазки с «сухим картером», масляный бак может быть встроен в трубчатую раму. Данная схема применяется когда объёмный масляный поддон установить на двигатель затруднительно или когда мотоцикл эксплуатируется в сложных дорожных условиях, например, эндуро. Если мотоцикл оказывается «лежащим на боку», двигатель не испытывает «масляного голодания».